# Cordyline matthewsii
Cordyline matthewsii är en sparrisväxtart som beskrevs av Carse. Cordyline matthewsii ingår i släktet Cordyline, och familjen sparrisväxter. Inga underarter finns listade i Catalogue of Life.